# Jennifer Dahlgren
Jennifer Dahlgren Fitzner (n. el 21 d'abril de 1984 a Buenos Aires, Argentina) és una atleta argentina especialitzada en llançament de martell. Fins al 2012, ha estat tres vegades campiona sud-americana en la seva especialitat, campiona panamericana júnior i medalla de bronze en els Jocs Panamericans de 2007. Ha representat al seu país als Jocs Olímpics d'Atenes 2004, Pequín 2008, Londres 2012 i Rio de Janeiro 2016. És filla de l'atleta olímpica argentina Irene Fitzner. Becada per la Secretaria d'Esports de la Nació. Va rebre el Premi Konex el 2010 com una de les 5 millors atletes de la dècada a Argentina.